# Mark Ingram Jr.
Mark Valentino Ingram Jr. (nascido em 21 de dezembro de 1989) é um jogador de futebol americano aposentado que jogava como running back na National Football League (NFL). Ele jogou futebol americano universitário na Universidade do Alabama onde ganhou o Heisman Trophy e foi campeão nacional. Ele foi selecionado pelos Saints na primeira rodada do Draft de 2011.
Durante sua segunda temporada na faculdade, Ingram ganhou o primeiro Heisman Trophy já concedido a um jogador de Alabama, definiu o recorde de corrida de Alabama com 1.658 jardas, foi reconhecido como um All-American unânime, e ajudou a liderar o time em uma temporada invicta de 14-0 e o título do Campeonato Nacional da BCS de 2010.
Desde que ingressou na NFL em 2011, Ingram ganhou três seleções pro Pro Bowl (2014, 2017 e 2019). Em 2018, ele recebeu uma suspensão de quatro jogos depois do teste dar positivo para drogas que melhoram o desempenho.

## Primeiros anos
Ingram nasceu em Hackensack, New Jersey, filho do ex-wide receiver do New York Giants, Mark Ingram Sr. Ele freqüentou a Grand Blanc Community High School em Grand Blanc, Michigan e depois freqüentou a Flint Southwestern Academy em Flint, Michigan em seu último ano.
Ele foi titular nos times de futebol de seus colégios, correndo para 2.546 jardas e 38 touchdowns em suas últimas duas temporadas. Ingram também jogou como um cornerback, totalizando 84 tackles e oito interceptações em seu último ano.
Além do futebol americano, Ingram também participou do atletismo de Flint. Ele competiu como um velocista (10,69 segundos nos 100 metros e 21,90 segundos nos 200 metros) e salto em distância (7,25 metros).
Considerado um recruta de quatro estrelas pelo Rivals.com, Ingram foi listado como o atleta número 17 do ensino médio no país em 2008.

## Carreira na faculdade
Ingram recebeu uma bolsa de estudos esportiva para estudar na Universidade do Alabama, onde jogou pelo time de futebol Alabama Crimson Tide sob o comando do técnico Nick Saban de 2008 a 2010.

### Temporada de calouro
Ingram foi reserva de Glen Coffee em seu primeiro ano e ele foi selecionado para o time de calouros da SEC de 2008. Ele fez sua estréia na abertura da temporada contra Clemson. Ele terminou com 17 corridas para 96 jardas. No jogo seguinte contra Tulane, ele teve seu primeiro touchdown colegial.
Ele seguiu com 51 jardas e dois touchdowns terrestres em uma vitória sobre o Western Kentucky no jogo seguinte. Em seu primeiro jogo de confronto contra o Arkansas Razorbacks, ele teve 53 jardas e um touchdown. No jogo seguinte contra Geórgia, ele teve apenas 17 jardas, mas teve seu quarto jogo seguido com um touchdown terrestre. Depois de uma apresentação de 66 jardas contra Kentucky, ele teve 73 jardas e um touchdown contra Ole Miss. Em 1º de outubro, contra Arkansas State, ele terminou com 113 jardas e dois touchdowns terrestres. Em 15 de outubro, contra Mississippi State, ele terminou com 78 jardas e um touchdown.
No Iron Bowl, contra Auburn, ele terminou com 64 jardas, dois touchdowns e 27 jardas de recebimento. Na Final da SEC contra Flórida, ele teve apenas 21 jardas, mas teve um touchdown terrestre. No Sugar Bowl, contra Utah, ele teve 26 jardas terrestre.
No geral, na temporada de 2008, ele terminou com 728 jardas e 12 touchdowns terrestres. Seus 12 touchdowns também marcaram o recorde escolar do Alabama.

### Segunda temporada
Na abertura da temporada de 2009, Ingram foi o melhor jogador do jogo com 150 jardas, um touchdown terrestre e um touchdown de recebimento.
Em 3 de outubro, contra Kentucky, ele teve 140 jardas e dois touchdowns. Em 10 de outubro, contra Ole Miss, ele terminou com 172 jardas e um touchdown. Em 17 de outubro, em um jogo contra South Carolina, Ingram correu para 246 jardas, sua melhor marca da carreira. Ele foi nomeado o Jogador Ofensivo da Semana da SEC.
Em 7 de novembro, contra LSU, ele terminou com 22 corridas para 144 jardas. No jogo seguinte, contra Mississippi State, ele terminou com 149 jardas e dois touchdowns.
Na Final da SEC de 2009, contra Florida, Ingram correu para 113 jardas e três touchdowns, ao mesmo tempo que recebeu dois passes para 76 jardas. Nesse jogo, Ingram também superou o recorde de Bobby Humphrey chegando a 1.542 jardas para a temporada.
Em 12 de dezembro, Ingram ganhou o Heisman Trophy na votação mais apertada dos 75 anos de história do prêmio. Ingram foi o primeiro vencedor do Heisman de Alabama e o primeiro running back a ganhar o prêmio desde Reggie Bush. Na época, Ingram estava a nove dias do seu vigésimo aniversário, fazendo dele o jogador mais jovem a ganhar o Heisman. Ingram também foi reconhecido como um All-American unânime, tendo recebido honras de Primeira-Equipe da Associated Press, Associação de Treinadores de Futebol Americano, Associação de Escritores de Futebol da América, Sporting News e Walter Camp Football Foundation.
Em 7 de janeiro de 2010, Alabama derrotou Texas por 37-21 para vencer o Campeonato Nacional da BCS. Ingram recebeu o prêmio de MVP ofensivo depois de correr para 116 jardas e dois touchdowns em 22 corridas.
Para a temporada de 2009, Ingram correu para 1.658 jardas e 17 touchdowns e também teve 334 jardas de recepção com 3 touchdowns.

### Terceira temporada

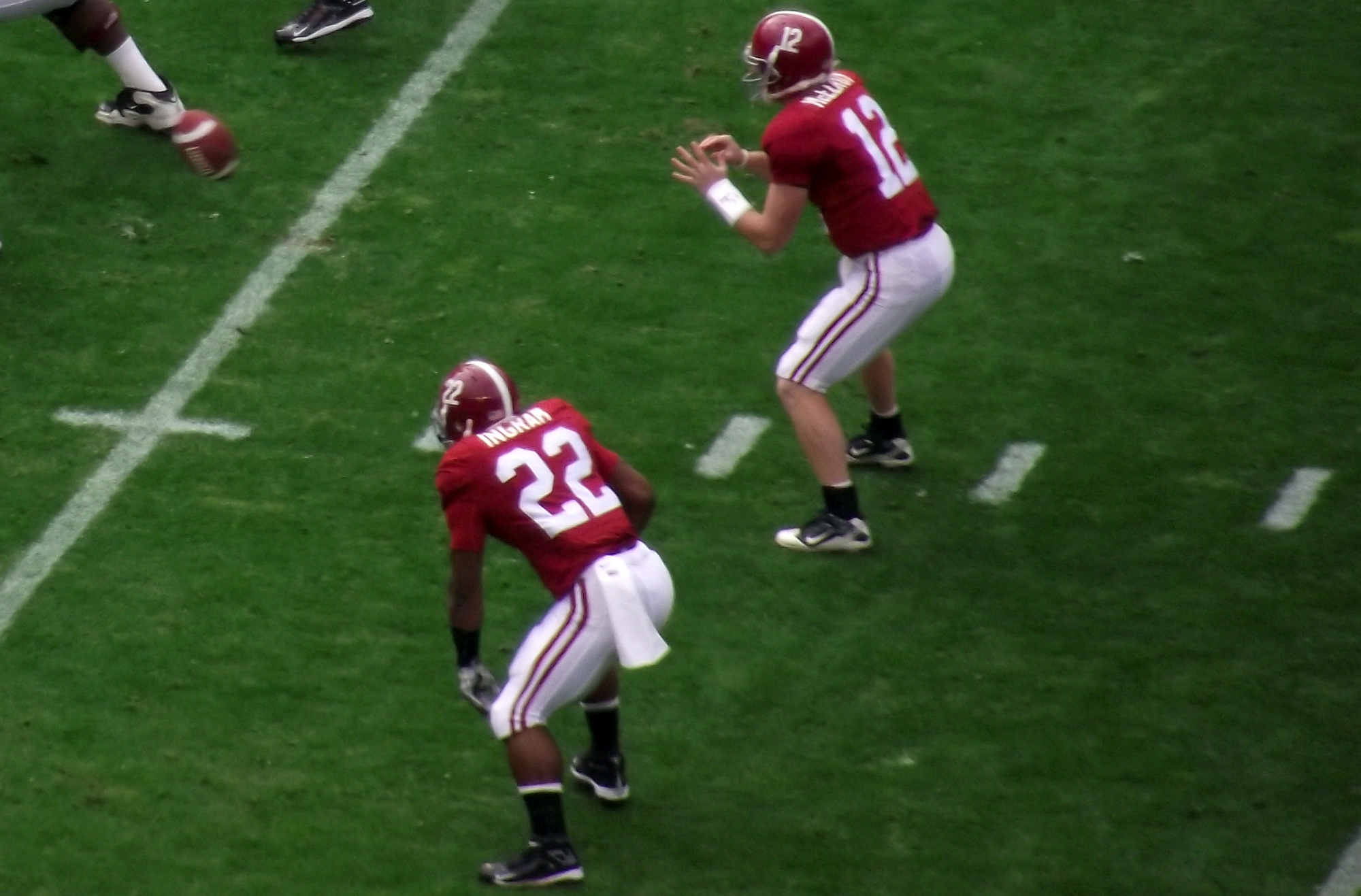
Ingram (#22) ao lado do quarterback Greg McElroy (#12)

Ingram não jogou na abertura da temporada após fazer uma pequena cirurgia no joelho na semana anterior ao jogo contra o San Jose State. Trim Richardson substituiu Ingram nos dois primeiros jogos. 
Ele finalmente fez sua estréia na temporada contra Duke, correndo para 151 jardas em nove corridas, incluindo dois touchdowns no primeiro quarto, Alabama derrotou os Blue Devils por 62-13.
Depois de ganhar os 3 primeiros jogos, Alabama viajou para Fayetteville (Arkansas), Arkansas, para enfrentar o Arkansas Razorbacks. Ingram e o ataque do Alabama viraram o jogo que estava 20-7 para 24-20. Ingram terminou com 157 jardas em 21 corridas e dois touchdowns. Ele não teve mais de 100 jardas novamente durante a temporada regular. 
Em 9 de outubro, Alabama sofreu sua primeira derrota desde o Sugar Bowl de 2009, quando a equipe perdeu por 35-21 para South Carolina. Ingram teve apenas 41 jardas em 11 corridas. Em seu último jogo colegial, ele terminou com 59 jardas e dois touchdowns contra Michigan State.
Ingram terminou sua terceira temporada com 875 jardas em 158 corridas com 13 touchdowns, com um adicional de 282 jardas e um touchdown. Em 6 de janeiro de 2011, Ingram anunciou que renunciaria à sua última temporada e entraria no Draft de 2011. Na época do anúncio, ele foi projetado como uma escolha na primeira rodada.

### Estatísticas na faculdade
| Ano      | Equipe   | Jogos | Correndo | Correndo | Correndo | Correndo | Correndo | Correndo | Correndo | Correndo | Recebendo | Recebendo | Recebendo | Recebendo | Recebendo | Recebendo | Retornos de Chutes | Retornos de Chutes | Retornos de Chutes | Retornos de Chutes | Retornos de Chutes |
| Ano      | Equipe   | Jogos | Ten      | Ganho    | Perda    | Total    | Média    | TD       | Lng      | Média/J  | Rec       | Jds       | Média     | TD        | Lng       | Média/J   | No.                | Jds                | Média              | TD                 | Lng                |
| -------- | -------- | ----- | -------- | -------- | -------- | -------- | -------- | -------- | -------- | -------- | --------- | --------- | --------- | --------- | --------- | --------- | ------------------ | ------------------ | ------------------ | ------------------ | ------------------ |
| 2008     | Alabama  | 14    | 143      | 743      | 15       | 728      | 5.1      | 12       | 40       | 52.0     | 7         | 54        | 7.7       | 0         | 27        | 3.9       | 1                  | 26                 | 26.0               | 0                  | 26                 |
| 2009     | Alabama  | 14    | 271      | 1,678    | 20       | 1,658    | 6.1      | 17       | 70       | 118.4    | 32        | 334       | 10.4      | 3         | 69        | 23.9      | 0                  | 0                  | 0                  | 0                  | 0                  |
| 2010     | Alabama  | 13    | 158      | 903      | 28       | 875      | 5.5      | 13       | 54       | 67.3     | 21        | 282       | 13.4      | 1         | 78        | —         | 0                  | 0                  | 0                  | 0                  | 0                  |
| Carreira | Carreira | 41    | 572      | 3,324    | 63       | 3,261    | 5.7      | 42       | 70       | 84.3     | 60        | 670       | 11.2      | 4         | 78        | 17.2      | 2                  | 45                 | 22.5               | 0                  | 26                 |

## Carreira profissional
| Altura                                    | Peso  | Comprimento do braço | Tamanho da mão | Corrida de 40 jardas | Corrida de 10 jardas | Corrida de 20 jardas | 20-ss  | 3-cone | Salto Vertical | Amplo  | BP            |
| ----------------------------------------- | ----- | -------------------- | -------------- | -------------------- | -------------------- | -------------------- | ------ | ------ | -------------- | ------ | ------------- |
| 1.76 m                                    | 98 kg | 0,78 m               | 0.24 m         | 4.53 s               | 1.54 s               | 2.58 s               | 4.62 s | 7.13 s | 0.80 m         | 3.00 m | 21 repetições |
| Todos os valores da NFL Combine e Pro Dia |       |                      |                |                      |                      |                      |        |        |                |        |               |

O New Orleans Saints selecionou Ingram na primeira rodada com a 28ª escolha geral no Draft de 2011 - o mesmo número de escolha que seu pai, Mark Ingram Sr., vinte e quatro anos antes. Ingram foi o primeiro running back a ser selecionado em 2011. Em 28 de julho de 2011, Ingram escolheu o número 28 em homenagem ao seu pai. 
No dia seguinte, Ingram concordou com um contrato de quatro anos, com três anos garantidos e uma opção de quinto ano. O contrato é no valor de US $ 7,41 milhões, com um bônus de assinatura de US $ 3,89 milhões.

### Temporada de 2011
Em 12 de agosto de 2011, Ingram marcou seu primeiro touchdown como jogador dos Saints em uma corrida de 14 jardas em um jogo de pré-temporada contra o San Francisco 49ers. Em 25 de setembro, Ingram marcou seu primeiro touchdown na temporada regular em uma corrida de 13 jardas contra o Houston Texans. 
Em 23 de outubro, no final do Sunday Night Football em uma vitória contra o Indianapolis Colts, Ingram machucou o calcanhar. Ingram não pôde treinar a semana inteira e perdeu o jogo seguinte contra o St. Louis Rams. Ele retornou contra o Atlanta Falcons em 13 de novembro.
Em 28 de novembro, contra o New York Giants, ele terminou com 80 jardas e um touchdown. Em sua ação final da temporada de 2011 em 4 de dezembro, ele terminou com 54 jardas e um touchdown contra o Detroit Lions. Ele sofreu uma lesão no dedo e perdeu o restante da temporada.
Ele terminou sua temporada de estreia com 474 jardas e cinco touchdowns.

### Temporada de 2012
Ele teve 15 jardas no primeiro jogo da temporada contra o Washington Redskins. Na semana 2, contra o Carolina Panthers, ele terminou com 53 jardas e seu primeiro touchdown da temporada. Na semana 10, ele teve 67 jardas em uma vitória por 31-27 sobre o Atlanta Falcons. No jogo seguinte, contra o Oakland Raiders, ele terminou com 67 jardas e um touchdown. Em 29 de novembro, ele teve apenas 13 jardas, mas teve um touchdown na derrota por 23-13 para o Falcons. Na semana 15, ele fez seu melhor jogo da temporada com 90 jardas e um touchdown na vitória por 41-0 sobre o Tampa Bay Buccaneers. No penúltimo jogo da temporada, ele terminou com 53 jardas e um touchdown contra o Dallas Cowboys.
No geral, na temporada de 2012, ele terminou com 602 jardas e cinco touchdowns terrestres.

### Temporada de 2013

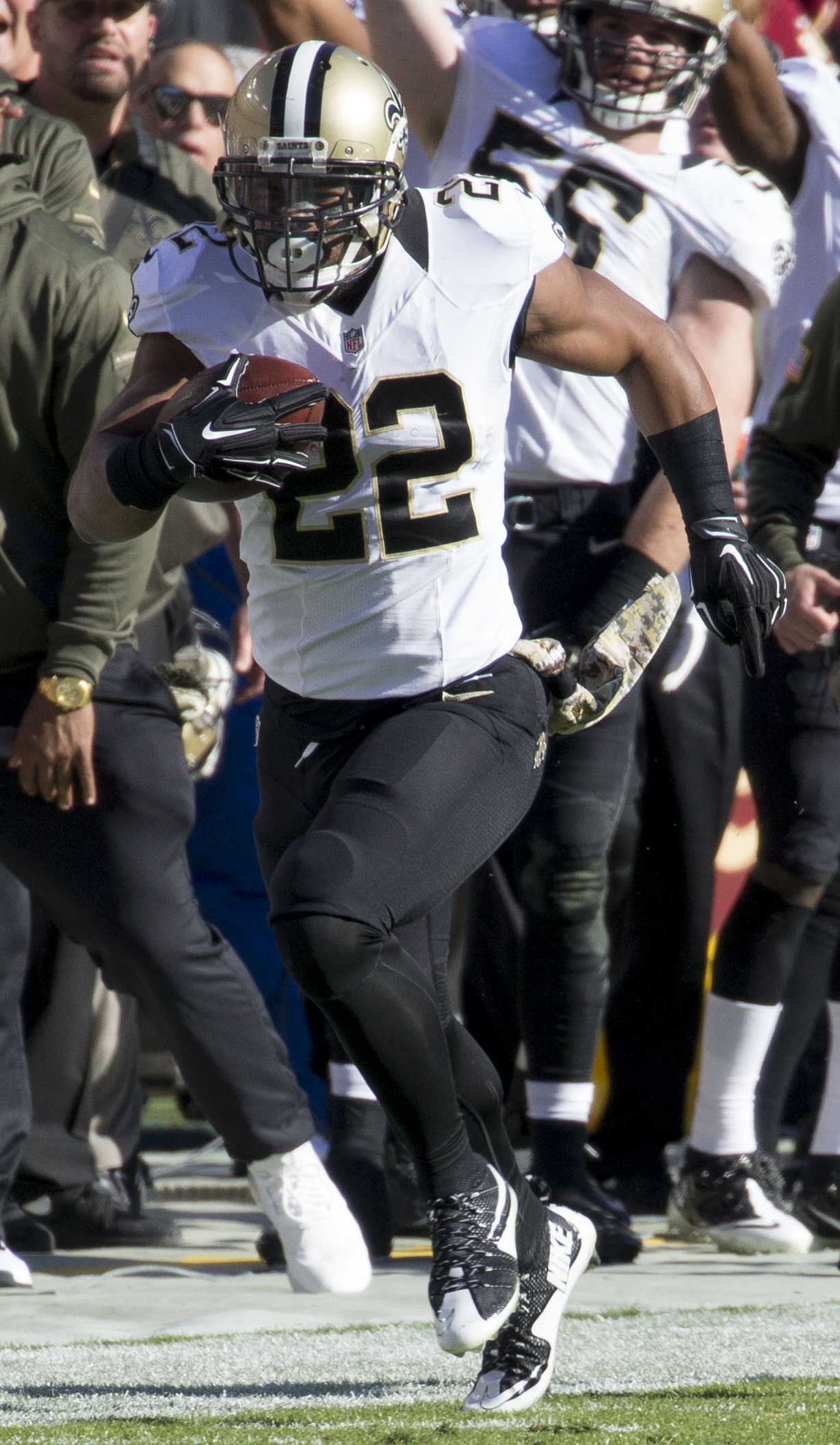
Ingram em 2015

Depois de usar a camisa de número 28 por duas temporadas, Ingram mudou para o número 22, o número que ele usava em Alabama, antes do início da temporada de 2013.
Ele começou a temporada devagar com apenas 31 jardas nos dois primeiros jogos. O desempenho de Ingram foi prejudicado por uma lesão no dedo do pé. Ele retornou à ação em 3 de novembro, mas só teve 19 jardas contra o New York Jets. No jogo seguinte, uma vitória por 49-17 sobre o Dallas Cowboys, ele teve 145 jardas e um touchdown. Durante o restante da temporada, ele não teve mais de 32 jardas em um único jogo, exceto o jogo da semana 16 contra o Carolina Panthers, onde ele teve 83 jardas.
No geral, na temporada de 2013, ele terminou com 386 jardas e um touchdown terrestre. Os Saints se classificaram para os playoffs na temporada de 2013.
No Wild Card contra o Philadelphia Eagles, ele terminou com 97 jardas, um touchdown terrestre e 17 jardas de recepção na vitória por 26-24. Na Rodada Divisional contra o Seattle Seahawks, ele terminou com 49 jardas na derrota por 23-15.

### Temporada de 2014
Na abertura da temporada, contra o Atlanta Falcons, ele terminou com 60 jardas e dois touchdowns na derrota por 37-34 na prorrogação. No jogo seguinte, uma derrota de 26-24 para o Cleveland Browns, ele terminou com 83 jardas e seu terceiro touchdown da temporada. Em 26 de outubro, Ingram correu para 172 jardas em 24 corridas e um touchdown na vitória sobre o Green Bay Packers por 44-23. 
Com seu desempenho de 30 corridas, 100 jardas e 2 TDs contra o Carolina Panthers, Ingram tornou-se o primeiro jogador dos Saints desde Deuce McAllister em 2006 a correr mais de 100 jardas em jogos consecutivos.
No jogo seguinte contra o San Francisco 49ers, ele terminou com 120 jardas. Depois de um jogo de 67 jardas contra o Cincinnati Bengals e um jogo de 27 jardas contra o Baltimore Ravens, ele teve 122 jardas contra o Pittsburgh Steelers. Nos últimos três jogos da temporada regular, ele terminou com um touchdown em cada jogo. 
Ele terminou a temporada 2014 da NFL com 1.109 jardas de scrimmage (964 jardas terrestres e 145 jardas de recebimento).

### Temporada de 2015
Em 7 de março de 2015, Ingram e os Saints concordaram em um acordo de quatro anos.
Na abertura da temporada contra o Arizona Cardinals, ele teve apenas 24 jardas na derrota por 31-19. No jogo seguinte, uma derrota para o Tampa Bay Buccaneers, ele terminou com 53 jardas e seu primeiro touchdown da temporada. Ele marcou outro touchdown no jogo seguinte contra o Carolina Panthers. Em 15 de outubro, contra o Atlanta Falcons, ele terminou com 46 jardas e dois touchdowns. No jogo seguinte, uma vitória por 27-21 sobre o Indianapolis Colts, ele teve seu melhor jogo da temporada com 143 jardas e um touchdown. Em 15 de novembro, Ingram machucou o ombro no confronto da Semana 10 contra o Washington Redskins. Ingram e os Saints acabariam perdendo o jogo por 47-14. Em 6 de dezembro, contra o Carolina Panthers, ele fez sua última aparição na temporada e teve 56 jardas e um touchdown.
Ele terminou a temporada de 2015 com 769 jardas, seis touchdowns e 405 jardas de recebimento.

### Temporada de 2016
Na abertura da temporada contra o Oakland Raiders, Ingram terminou com 58 jardas e 29 jardas de recepção. Depois de um jogo de 30 jardas contra o New York Giants e um jogo de 77 jardas contra o Atlanta Falcons, ele teve 56 jardas e seu primeiro touchdown da temporada contra o San Diego Chargers. Em 6 de novembro, contra o San Francisco 49ers, ele terminou com 158 jardas e um touchdown. 
Na semana 12 da temporada de 2016, Ingram correu para 146 jardas em 14 corridas e um touchdown junto com uma recepção de 21 jardas para um touchdown em uma vitória por 49-21 contra o Los Angeles Rams, ganhando o prêmio de Jogador Ofensivo da Semana da NFC. Cinco semanas depois, contra o Atlanta Falcons, Ingram correu para 103 jardas em 20 corridas se tornando o primeiro jogador a ter 1.000 jardas desde Deuce McAllister em 2006.
Ele terminou a temporada com 1.043 jardas e acrescentou um adicional de 319 jardas de recepção para 10 touchdowns. As 5,1 jardas por tentativa de Ingram ficou em nono entre os running backs da NFL em 2016.

### Temporada de 2017
Ingram começou a temporada de 2017 compartilhando a posição de running back com Adrian Peterson e o novato Alvin Kamara, mas se tornou o principal da equipe na Semana 3. 
Depois de uma média de apenas 42 jardas por jogo nos quatro primeiros jogos, Ingram fez mais de 100 jardas consecutivas contra Detroit e Green Bay nas Semanas 6 e 7, incluindo seus três primeiros touchdowns da temporada. 
Na semana 10, ele liderou a NFL com 131 jardas e seu primeiro jogo na carreira com três touchdowns em uma vitória por 47-10 sobre Buffalo, o que o levou a um empate triplo na liderança da liga em touchdowns com Ezequiel Elliott e Todd Gurley. Na semana 11, ele novamente liderou a NFL com 134 jardas e um touchdown em apenas 11 corridas em uma vitória por 34-31 na prorrogação sobre Washington, o que lhe valeu o prêmio de Jogador Ofensivo da Semana da NFC. Kamara também teve mais de 100 jardas de scrimmage em ambos os jogos. 
Na semana 13, ele registrou 85 jardas e marcou seu nono touchdown terrestre da NFL (ficando atrás apenas de Kamara e Todd Gurley pela liderança em touchdown total; eles tinham 11 cada). Em 19 de dezembro de 2017, Ingram foi nomeado para seu segundo Pro Bowl ao lado de Kamara, tornando-se o primeiro par de running backs da mesma equipe a ganhar as honras.
Ele terminou a temporada regular com 1.124 jardas, 12 touchdowns, 58 recepções e 416 jardas de recepção. Ele terminou em sexto na liga em jardas e segundo em touchdowns terrestres atrás de Todd Gurley. Ingram e Kamara se tornaram o primeiro duo da história da NFL a ter mais de 1.500 jardas de scrimmage na mesma temporada.
Os Saints venceram a NFC Sul na temporada de 2017. No Wild Card Round, contra o Carolina Panthers, Ingram terminou com 22 jardas e 13 jardas de recepção na vitória por 31-26. Na Rodada Divisional contra o Minnesota Vikings, ele terminou com 25 jardas na derrota por 29-24. 
Ele foi classificado em 43º por seus companheiros no NFL Top 100 Players of 2018.

### Temporada de 2018
Em 8 de maio de 2018, Ingram foi suspenso nos quatro primeiros jogos da temporada devido à violação da política de aumento de desempenho por meio de drogas. Ele retornou na semana 5 e registrou 53 jardas e dois touchdowns na vitória por 43-19 sobre o Washington Redskins no Monday Night Football.

### Estatísticas da carreira
| Ano      | Time     | Jogos      | Jogos   | Correndo | Correndo | Correndo | Correndo | Correndo | Recebendo | Recebendo | Recebendo | Recebendo | Recebendo | Fumbles | Fumbles  |
| Ano      | Time     | Disputados | Titular | Ten      | Jardas   | Média    | Lng      | TD       | Rec       | Jardas    | Média     | Lng       | TD        | Fum     | Perdidos |
| -------- | -------- | ---------- | ------- | -------- | -------- | -------- | -------- | -------- | --------- | --------- | --------- | --------- | --------- | ------- | -------- |
| 2011     | NO       | 10         | 4       | 122      | 474      | 3,9      | 35E      | 5        | 11        | 46        | 4,2       | 9         | 0         | 1       | 1        |
| 2012     | NO       | 16         | 5       | 156      | 602      | 3,9      | 31       | 5        | 6         | 29        | 4,8       | 16        | 0         | 0       | 0        |
| 2013     | NO       | 11         | 3       | 78       | 386      | 4,9      | 34       | 1        | 7         | 68        | 9,7       | 23        | 0         | 0       | 0        |
| 2014     | NO       | 13         | 9       | 226      | 964      | 4,3      | 31       | 9        | 29        | 145       | 5,0       | 14        | 0         | 3       | 1        |
| 2015     | NO       | 12         | 10      | 166      | 769      | 4,6      | 70       | 6        | 50        | 405       | 8,1       | 59        | 0         | 2       | 1        |
| 2016     | NO       | 16         | 14      | 205      | 1 043    | 5,1      | 75E      | 6        | 46        | 319       | 6,9       | 22        | 4         | 2       | 2        |
| 2017     | NO       | 16         | 13      | 230      | 1 124    | 4,9      | 72       | 12       | 58        | 416       | 7,2       | 54        | 0         | 3       | 3        |
| 2018     | NO       | 12         | 6       | 138      | 645      | 4,7      | 38       | 6        | 21        | 170       | 8,1       | 28E       | 1         | 3       | 1        |
| 2019     | BAL      | 15         | 15      | 202      | 1 018    | 5,0      | 53       | 10       | 26        | 247       | 9,5       | 25E       | 5         | 2       | 2        |
| 2020     | BAL      | 11         | 9       | 72       | 299      | 4,2      | 30       | 2        | 6         | 50        | 8,3       | 18        | 0         | 0       | 0        |
| 2021     | HOU      | 7          | 7       | 92       | 294      | 3,2      | 24       | 1        | 7         | 24        | 3,4       | 10        | 0         | 0       | 0        |
| 2021     | NO       | 7          | 3       | 68       | 260      | 3,8      | 28       | 1        | 20        | 138       | 6,9       | 34        | 0         | 1       | 1        |
| 2022     | NO       | 10         | 3       | 62       | 233      | 3,8      | 14       | 1        | 16        | 68        | 4,3       | 11        | 0         | 2       | 2        |
| Carreira | Carreira | 156        | 100     | 1 817    | 8 111    | 4,5      | 75       | 65       | 303       | 2 125     | 7,0       | 59        | 10        | 19      | 14       |